# Illatos tölcsérgomba
Az illatos tölcsérgomba (Clitocybe fragrans) a pereszkefélék családjába tartozó, az északi féltekén elterjedt, mérgező gombafaj.

## Megjelenése
Az illatos tölcsérgomba kalapja 2–4 cm átmérőjű, alakja lapos, közepe gyakran köldökösen benyomott. Széle nedvesen finoman, áttetszően bordás. Higrofán, vagyis színe szárazon jóval világosabb, fehéres (közepe sötétebb lehet); nedvesen világos sárgásbarna, szaruszínű, szaruszürke. Húsa vékony, erősen ánizsszagú.
Kissé lefutó lemezei eleinte fehéresek, majd fehéresszürkévé sötétednek. Spórapora fehér. Spórája elliptikus, 6,5-8,5 x 3,5-4,5 mikrométeres.
Tönkje legfeljebb 5 cm magas, színe megegyezik a kalapéval, alján sokszor fehéren gyapjas.

### Hasonló fajok
Az ehető zöld ánizsgombával vagy a szürkés színű tölcsérgombákkal, fülőkékkel lehet összetéveszteni. 

## Elterjedése és termőhelye
Európában, a Távol-Keleten (Japán, Korea) és Észak-Amerikában honos. Magyarországon nem ritka. Lomb- és fenyőerdőben, füves, mohos foltokon található meg. Szeptember-november között terem.
Mérgező, muszkarint tartalmaz.

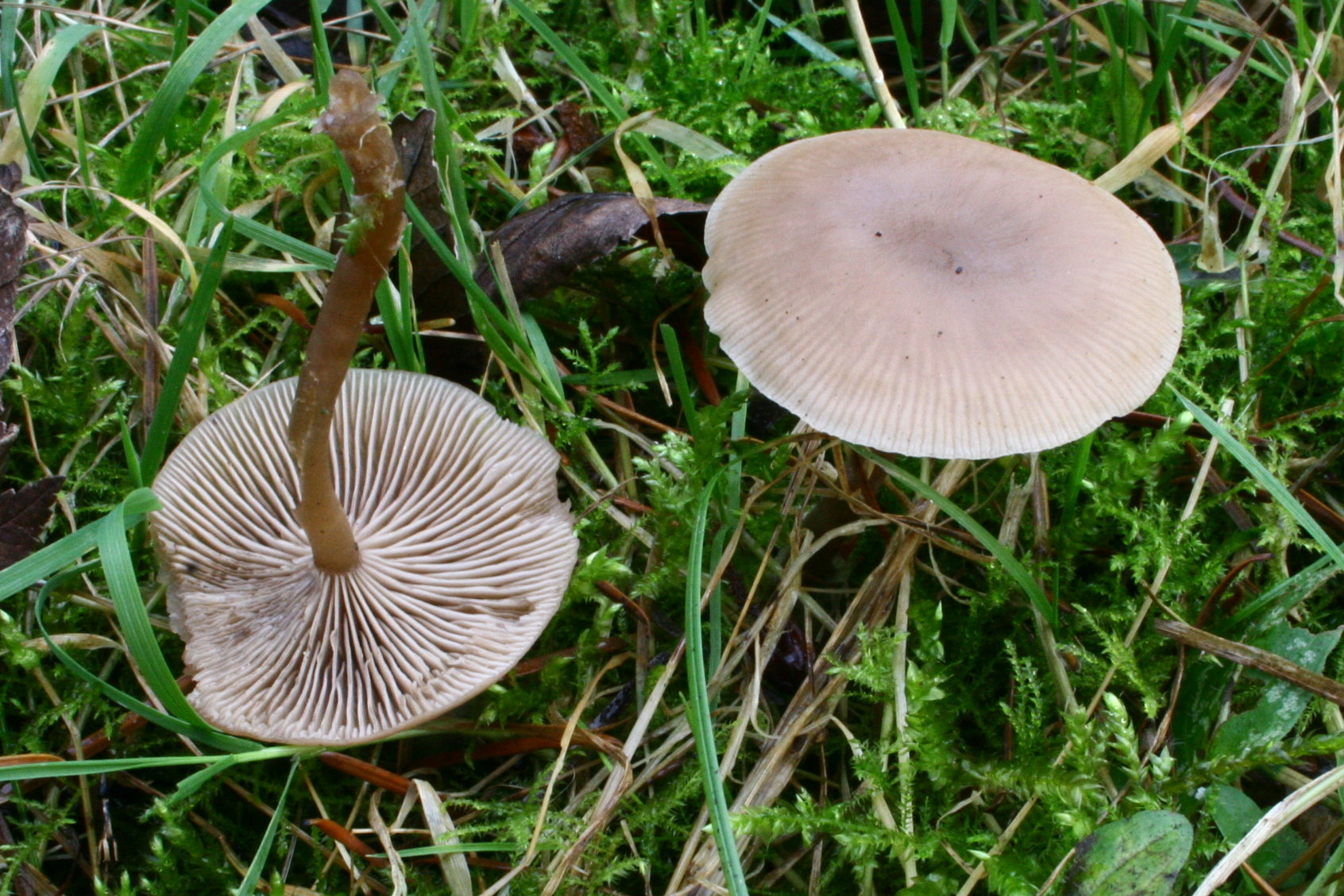
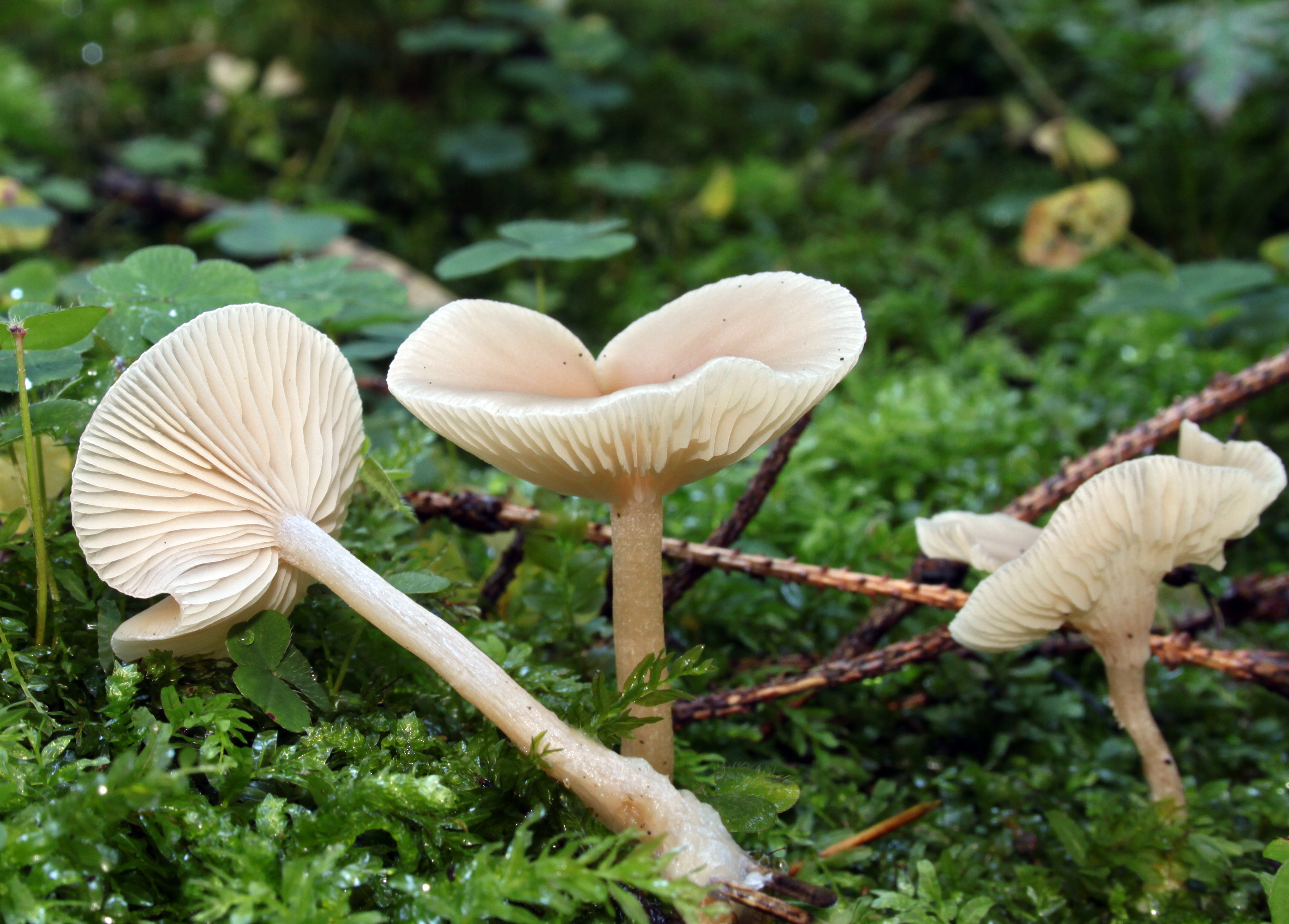
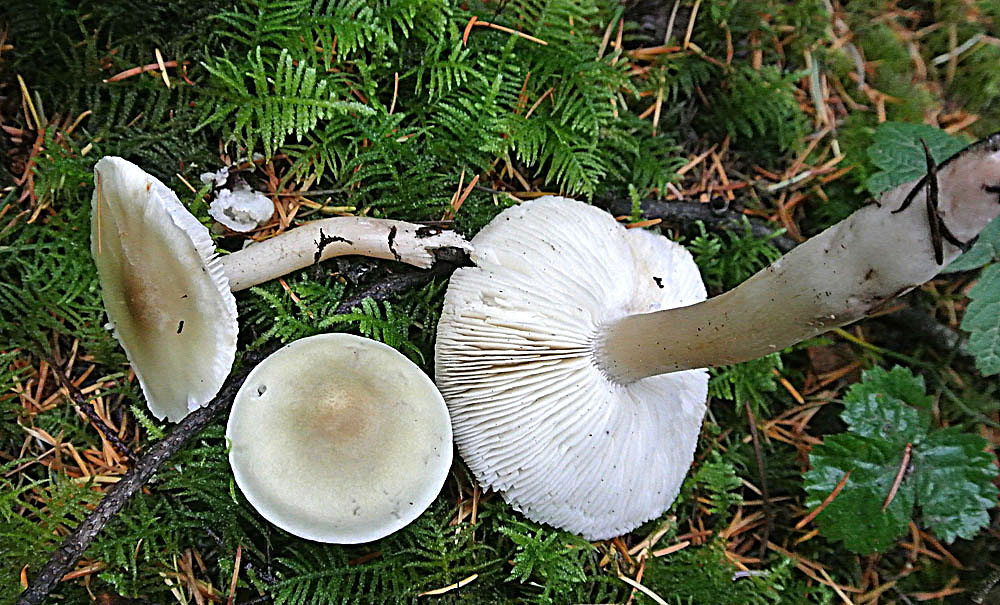
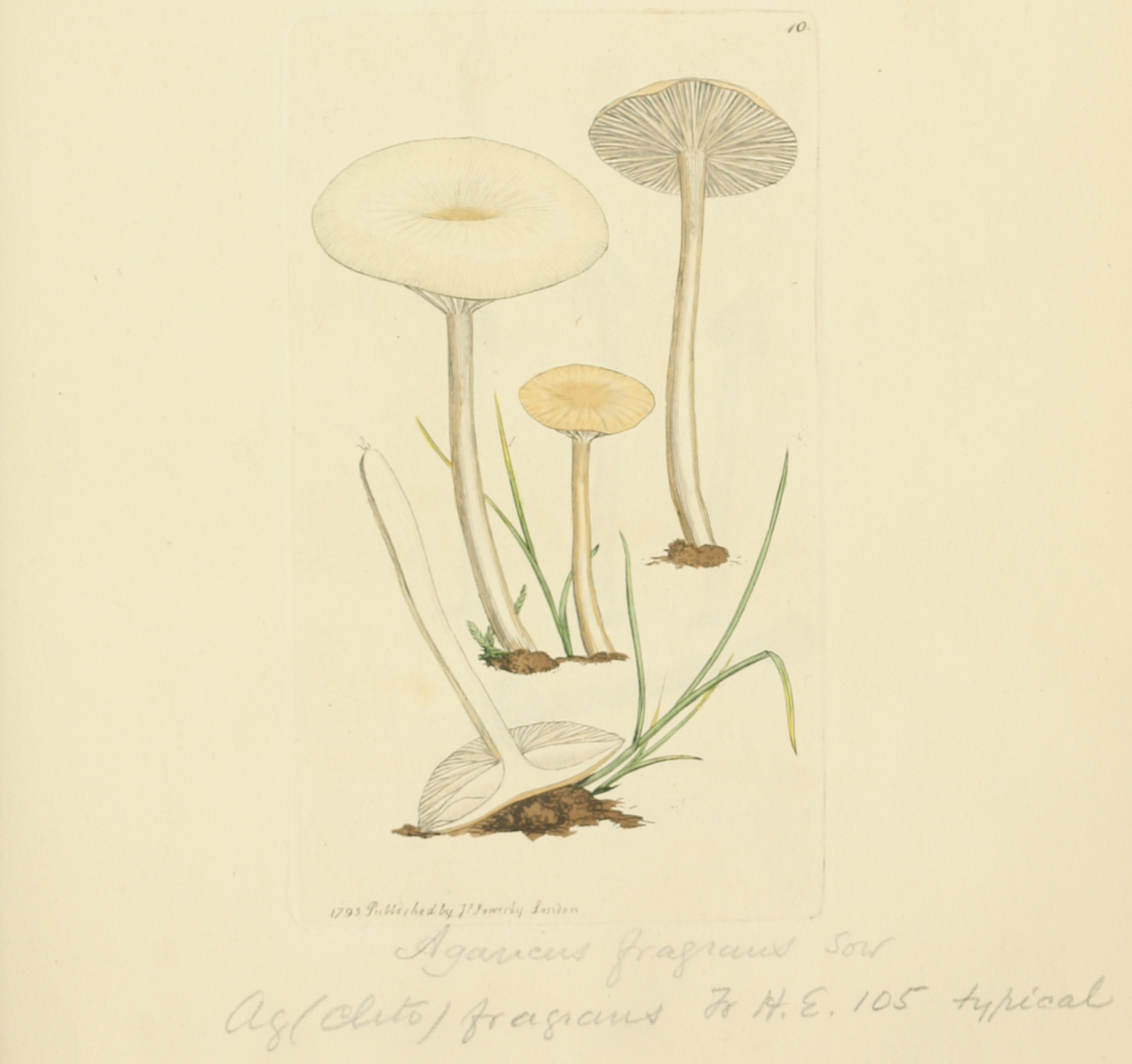
1797-es ábrázolása